# ミリー・オールコック
ミリー・オールコック（英語: Milly Alcock）は、オーストラリアの女優。

## 人物
有料テレビ企業である「フォクステル」のコメディドラマである『アップライト』（2019年 - 2022年）での演技によりオーストラリア映画テレビ芸術アカデミー賞にノミネートされた。さらに2022年8月からHBOで放送されているテレビドラマシリーズ『ハウス・オブ・ザ・ドラゴン』でレイニラ・ターガリエン王女の少女時代を演じ、世界デビューを果たした。
2018年にオーストラリアキャスティング協会（CGA）によって期待の新星に選出された。他にフォクス・ショーケースのテレビシリーズ『ファイティング・シーズン』、Netflixテレビドラマシリーズ『パイン・ギャップ -諜報機関実録-』、ストリーミングテレビ「スタン」のテレビドラマシリーズ『グローミング』、および犯罪推理ドラマ『レコニング〜深淵をのぞく者〜』に出演している。

## 生い立ちと教育
2000年4月11日に生を受けたオールコックはオーストラリアのシドニーで育った。2人の兄弟がいる。学校で上演された演劇『Red Rocking Hood』で役を演じたことによって演技に魅せられるようになった。ニューサウスウェールズ州にあるニュータウン舞台芸術高等学校に通っていたが、2018年から放送が始まった『アップライト』に出演することにより退学せざるを得なくなった。

## 経歴
2014年、10代で民放テレビ局「Network 10」のロマンチックコメディ『ワンダーランド』でデビューしたほか、オーストラリアのテレビ局「NBNテレビジョン」、イギリスの菓子・飲料メーカー「キャドバリー」、アメリカ合衆国の企業「KFCコーポレーション」、および小売業者「ウールワース」のコマーシャルにも出演した。さらに2015年から2017年までオーストラリアで放送されたディズニー・チャンネルの子供向け番組『B.F. Chefs』と『ハンギングウィズ』の司会者を務めた。2017年、オールコックはウェブテレビドラマ『High Life』（イザベラ・バレット役）でオデッサ・ヤングと共演したほか、ABCのテレビドラマシリーズ『ジャネット・キング』の第3シリーズと最終シリーズにおいてはシンディ・ジャクソン役として出演を果たしている。
2018年にはフォックス・ショーケースのテレビドラマ『ファイティング・シーズン』でマヤ・ノルデンフェルト役を演じたほか、『故郷』の第6シリーズと最終シリーズにおけるエマ・カーヴォルス役、Netflixテレビドラマシリーズ『パイン・ギャップ』のマリッサ・キャンベル役、ABCのテレビドラマシリーズ『レス・ノートン』のシアン・ガレーゼ役として出演した。
2018年から放送されているフォクステルのテレビドラマ『アップライト』では、オーストラリアの奥地2000マイルをヒッチハイクだけで横断する家出中の少女であるメグ役としての出演 により、2019年にオーストラリアキャスティング協会から期待の新星として選出されることになった。さらにこの演技により、第10回オーストラリア映画テレビ芸術アカデミー賞の最優秀コメディ俳優賞において最年少でノミネートされた。なお、オールコックは『アップライト』第2シリーズで再登場することが決定しているほか、『黄昏』ではジェニー・マクギンティ役、『報い』ではサム・セラート役で出演している。
2021年7月、ジョージ・R・R・マーティンが著したファンタジー小説シリーズ『氷と炎の歌』を原作とするテレビドラマシリーズ『ゲーム・オブ・スローンズ』の前日譚をドラマ化した2022年のHBOファンタジードラマシリーズ『ハウス・オブ・ザ・ドラゴン』に登場する少女時代のレイニラ・ターガリエン王女（成年時代はエマ・ダーシーが演じる）にオールコックが起用されることが発表された。
2024年1月、DCユニバースの映画においてスーパーガール役となることが発表された。

## 私生活
『ハウス・オブ・ザ・ドラゴン』に出演する前に、シドニーにいる家族との生活に戻ったオールコックは生活費を賄うために副業に励んだ。その後、ロンドンに移住したオールコックはカムデン区に滞在したのち、イースト・ロンドンに引っ越している。

## フィルモグラフィ
※役名の太字表記は主演。

### 映画
| 年   | 作品名                           | 役名                                | 備考                         | 吹替       |
| ---- | -------------------------------- | ----------------------------------- | ---------------------------- | ---------- |
| 2018 | The School                       | ジーン                              |                              | N/A        |
| 2020 | The Familiars                    | アリソン                            | 短編映画                     | N/A        |
| 2025 | スーパーマン Superman            | カーラ・ゾー＝エル / スーパーガール | カメオ出演（クレジットなし） | 永瀬アンナ |
| 2026 | スーパーガール（原題） Supergirl | カーラ・ゾー＝エル / スーパーガール | ポストプロダクション         |            |

### テレビ番組
| 年         | 作品名                                                          | 役名                                   | 備考                                                | 吹替     |
| ---------- | --------------------------------------------------------------- | -------------------------------------- | --------------------------------------------------- | -------- |
| 2014       | ワンダーランド（原題） Wonderland                               | 10代の少女                             | エピソード「ナルシズム」                            | N/A      |
| 2015-2016  | B.F. Chefs                                                      | 司会者                                 |                                                     | N/A      |
| 2017       | ハンギングウィズ（原題） Hanging With                           | 司会者                                 |                                                     | N/A      |
| 2017       | ジャネット・キング（原題） Janet King                           | シンディ・ジャクソン                   | 計3話出演                                           | N/A      |
| 2018       | ア・プレイス・トゥ・コール・ホーム（原題） A Place to Call Home | エマ・カーヴォルス                     | 計4話出演                                           | N/A      |
| 2018       | ファイティング・シーズン（原題） Fighting Season                | マヤ・ノーデンフェルト                 | 計6話出演                                           | N/A      |
| 2018       | パイン・ギャップ -諜報機関実録- Pine Gap                        | マリッサ・キャンベル                   | 計5話出演                                           |          |
| 2019       | レス・ノートン（原題） Les Norton                               | シアン・ガレーゼ                       | 計4話出演                                           | N/A      |
| 2019-2022  | アップライト（原題） Upright                                    | メグ                                   | 計16話出演                                          | N/A      |
| 2020       | グローミング The Gloaming                                       | ジェニー・マギンティ                   | 計7話出演                                           |          |
| 2020       | レコニング～深淵をのぞく者～ Reckoning                          | サム・セラート                         | 計10話出演                                          | 和泉琴音 |
| 2022, 2024 | ハウス・オブ・ザ・ドラゴン House of the Dragon                  | レイニラ・ターガリエン王女（少女時代） | 計5出演 / メイン（2022） 計3話出演 / ゲスト（2024） | 早見沙織 |
| 2025       | セイレーンの誘惑 Sirens                                         | シモーヌ・デウィット                   | リミテッドシリーズ                                  | 小市眞琴 |

### Webドラマ
| 年   | 作品名    | 配役               | 備考                |
| ---- | --------- | ------------------ | ------------------- |
| 2017 | High Life | イザベラ・バレット | 連続ドラマ（第6話） |

## 受賞歴
| 年   | 賞                                       | カテゴリ             | 対象                                  | 結果       | 備考   |
| ---- | ---------------------------------------- | -------------------- | ------------------------------------- | ---------- | ------ |
| 2018 | オーストラリアキャスティング協会         | 2018年・期待の新星   | テレビ出演歴                          | 受賞       | [ 3 ]  |
| 2020 | オーストラリア映画テレビ芸術アカデミー賞 | 最優秀コメディ俳優賞 | テレビドラマシリーズ 『アップライト』 | ノミネート | [ 20 ] |